# Enfermeras
Enfermeras je kolumbijska telenovela, ki jo je leta 2019 producirala in predvajala RCN Televisión.

## Igralci
- Diana Hoyos - María Clara González
- Sebastián Carvajal - Carlos Pérez
- Viña Machado - Gloria Mayorga Moreno
- Julián Trujillo - Álvaro Rojas
- Lucho Velasco - Manuel Alberto Castro
- Nina Caicedo - Sol Angie Velásquez
- Federico Rivera - Héctor Rubiano "Coco"
- María Manuela Gómez - Valentina Duarte González
- Cristian Rojas - Camilo Duarte González